# Juanele
Juan Castaño Quirós, ismertebb nevén: Juanele (Gijón, 1971. április 10. –) spanyol válogatott labdarúgó.

## Pályafutása

### Klubcsapatban
Pályafutását a Sporting Gijónban kezdte. Az első csapatban 20 évesen az 1991–92-es szezonban mutatkozott be.
1994 nyarán öt éves szerződést kötött a Tenerife csapatával. Az UEFA-kupa 1996–97-es sorozatában egészen az elődöntőig jutottak. A Lazio és a Feyenoord ellen 2–2 gólt szerzett. 1999-ben a Tenerife kiesett az élvonalból és a Real Zaragozahoz távozott. Új csapatával két alkalommal nyerte meg a spanyol kupát (2001, 2004). A spanyol élvonalban 13 év alatt 346 mérkőzésen lépett pályára és 61 alkalommal volt eredményes. 2004-ben az alacsonyabb osztályú Terrassa igazolta le és ezt követően már csak kisebb csapatokban játszott, melyek a következők voltak: Real Avilés, Atlético Camocha, CD Roces.

### A válogatottban
1994-ben 5 alkalommal szerepelt a spanyol válogatottban és 2 gólt szerzett. Részt vett az 1994-es világbajnokságon, de nem lépett pályára.

## Sikerei, díjai
Real Zaragoza
- Spanyol kupa (2): 2000–01, 2003–04

## Külső hivatkozások
- Juanele adatlapja a National-Football-Teams.com oldalon (angolul)

- Juanele (angol nyelven). eu-football.info
- Juanele (angol nyelven). BDFutbol.com